# Myrmecaelurus trigrammus
Myrmecaelurus trigrammus là một loài côn trùng trong họ Myrmeleontidae thuộc bộ Neuroptera. Loài này được Pallas miêu tả năm 1771.